# 西尔维奥·彼得罗博尼
西尔维奥·彼得罗博尼（義大利語：Silvio Pietroboni，1904年4月9日—1987年2月18日），意大利男子足球运动员。他曾代表意大利国家队参加1928年夏季奥林匹克运动会足球比赛，获得一枚铜牌。